# Ernst von Raben
Ernst Klaus Iwan Christian Friedrich Alfred von Raben, né le 22 septembre 1877 à Schwäbisch Gmünd et mort le 7 juin 1924 à Gütersloh, est un major allemand qui est commandant de la Schutztruppe avant de se rendre au siège de Mora (en).

## Origine
Ernst von Raben est le fils de Karl von Raben, major de la Landwehr dans le district d'Esslingen am Neckar, et de son épouse Babette, née Fleck. Il reçoit une éducation dans la maison parentale avant de fréquenter les écoles maternelles de Gmünd et de Schlettstadt. Il entre ensuite à l'école des cadets du Schloss Oranienstein, puis fréquente l'École principale prussienne des cadets.

## Carrière militaire
Le 13 mars 1897, Raben rejoint le 120e régiment d'infanterie en tant que lieutenant. Le 5 avril 1901, il démissionne de l'armée du Wurtemberg et rejoint le lendemain la Troupe de protection du Cameroun. Il est d'abord stationné dans ce qu'on appelle les prairies et participe à l'expédition de Ngolo d'août à octobre 1901. En juin 1905, il participe à des combats contre les Falli dans le nord du Cameroun.
En février 1906, il retourne au service du Würtemberg, dans son ancien régiment. Le 25 février 1907, il est promu au grade de premier lieutenant, sans être officiellement commissionné comme tel, et en mars, il part en permission à Londres pour six mois. Le 6 août 1907, il démissionne à nouveau de l'armée et rejoint la force de protection du Cameroun. En novembre 1907, il devient chef de poste à Dikwa et en 1910 et 1911, il est résident adjoint du Chadseeländer allemand. Le 27 janvier 1913, il est promu capitaine et le 30 mai 1914, il prend la tête de la 3e compagnie à Mora, dans l'extrême nord du Cameroun.
Pendant cette période, Raben développe un intérêt personnel pour les populations locales en apprenant leurs langues et en enregistrant certaines de leurs vies à travers une série de photographies.

### Première Guerre mondiale
Au début de la Première Guerre mondiale, la 3e compagnie de Mora est encerclée par les troupes coloniales françaises, renforcées ensuite par des contingents britanniques. Les troupes sont coupées de tout contact avec le commandement de la Schutztruppe du lieutenant-colonel Carl Heinrich Zimmermann et ne disposaient donc d'aucune information sur le déroulement de la guerre ni d'aucun soutien logistique ou tactique du quartier général. Pour se défendre plus rapidement, la compagnie a pris position sur les montagnes voisines de Madara, position qui fut temporairement transformée en forteresse. Malgré de nombreuses attaques, notamment avec de l'artillerie et en surpassant parfois les défenseurs en nombre à neuf contre un, les forces de l'Entente ne sont pas parvenues à prendre la position. L'importance stratégique du conflit tient au fait que la 3e compagnie a immobilisé de façon disproportionnée des forces ennemies qui auraient pu autrement être déployées contre les principales forces de la Schutztruppe dans le sud de la colonie.
Le 30 septembre 1915, Raben est gravement blessé d'une balle dans la tête alors qu'il inspectait une position de front. Il ne se rétablit que lentement en raison de la situation alimentaire extrêmement mauvaise et du manque cruel de médicaments ; le lieutenant Siegfried Kallmeyer prend temporairement le commandement de l'unité.
Le 15 février 1916, les forces de siège contactent Raben et l'informent que le principal contingent de la Schutztruppe a pénétré dans le territoire neutre de la colonie espagnole de Guinée espagnole pour y être interné. Réalisant que la situation était sans espoir, Raben a alors négocié des conditions de reddition favorables avec le brigadier britannique Frederick Hugh Cunliffe, qui comprenait également un paiement de 2 000 £ pour les salaires des Askaris, et Raben s'est rendu le 18 février 1916.
Raben est prisonnier de guerre britannique jusqu'en décembre 1916, mais est ensuite interné à Arosa, en Suisse, et finalement amené en Allemagne comme prisonnier d'échange le 3 août 1917. Il est alors promu major le 27 janvier 1918, et en même temps transféré au commandement de la Schutztruppe à l'Office impérial aux colonies à Berlin. En septembre 1918, il participe à un cours de mitrailleuse à Döberitz. Il est mis à la retraite le 19 septembre 1919. Sur la base d'un décret du ministre de la Reichswehr Gustav Noske, il a également reçu une pension respective et la permission de continuer à porter son uniforme.

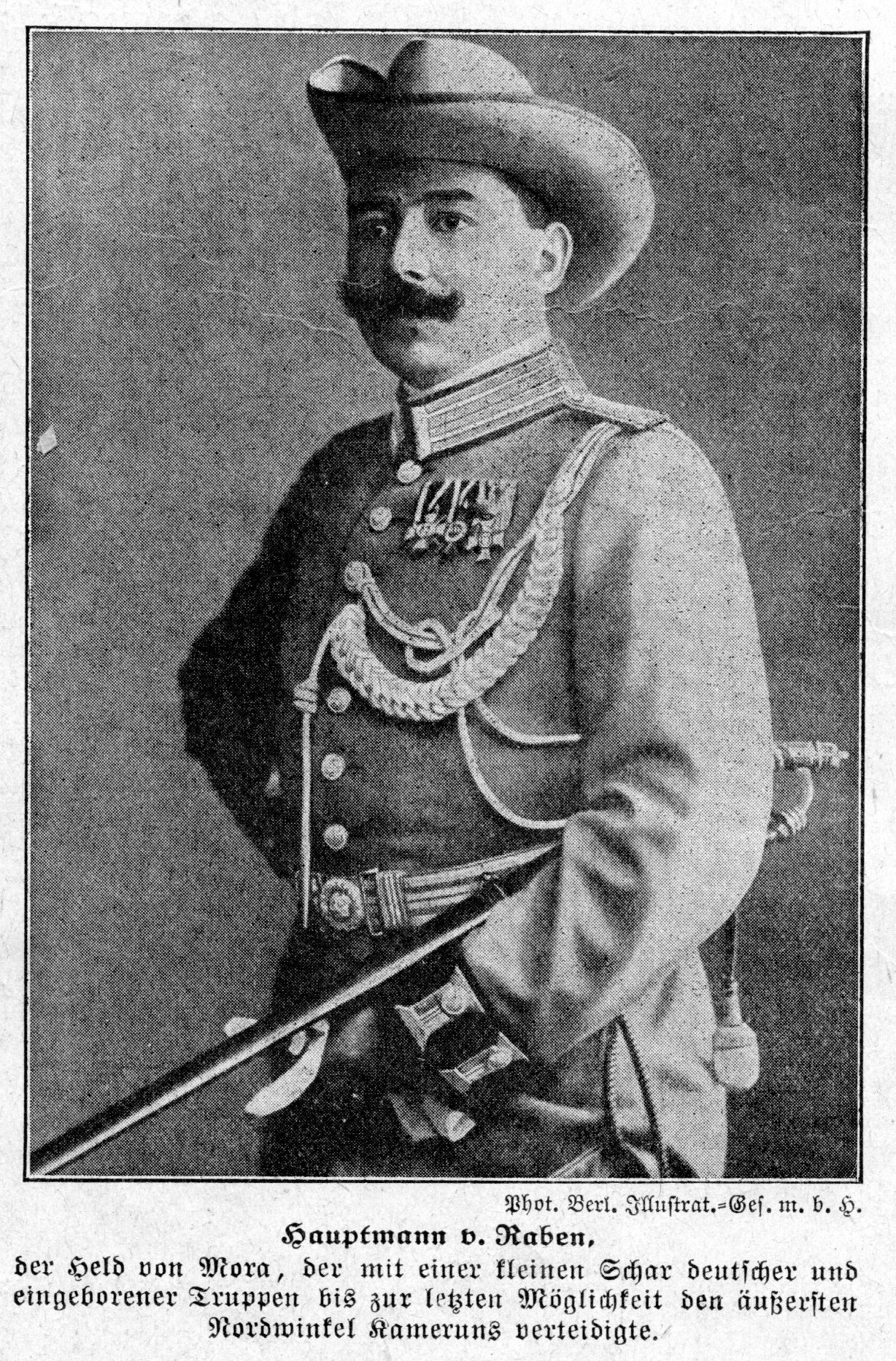
Capitaine Ernst von Raben dans la Force de protection du Cameroun.

On ne sait rien des dernières années de sa vie, mais il ne semble pas avoir été politiquement actif. Raben est mort à l'âge de 46 ans, probablement des suites de ses blessures de guerre.

### Héritage
Le cinéaste français Jean-Jacques Annaud a crédité l'idée de son film La Victoire en chantant en couleur sur un passage du manuscrit L'Histoire Gènérale du Cameroun que l'on peut lire : " un Major von Rabben qui a été immortalisé par sa résistance héroïque contre les forces alliées lors de la glorieuse bataille de Mora pendant la première guerre mondiale ''.